# Енгельбрехче-Вільдніс
Енгельбрехче-Вільдніс (нім. Engelbrechtsche Wildnis) — громада в Німеччині, розташована в землі Шлезвіг-Гольштейн. Входить до складу району Штайнбург. Складова частина об'єднання громад Горст-Герцгорн.
Площа — 5,13 км2. Населення становить 862 ос. (станом на 31 грудня 2020).